# Walton-on-the-Naze
Walton-on-the-Naze är en ort i civil parish Frinton and Walton, i distriktet Tendring, Storbritannien. Den ligger i grevskapet Essex och riksdelen England, i den sydöstra delen av landet, 100 km öster om huvudstaden London. Walton-on-the-Naze ligger 5 meter över havet och antalet invånare är 6 000. Walton le Soken var en civil parish fram till 1934 när blev den en del av Frinton and Walton. Civil parish hade 3 071 invånare år 1931.
Terrängen runt Walton-on-the-Naze är mycket platt. Havet är nära Walton-on-the-Naze österut.  Närmaste större samhälle är Clacton-on-Sea, 10,0 km sydväst om Walton-on-the-Naze. 